# Cheumatopsyche pallida
Bản mẫu:Zie artikel
Cheumatopsyche pallida là một loài Trichoptera trong họ Hydropsychidae. Chúng phân bố ở vùng nhiệt đới châu Phi.